# My Little Pony: A film
A My Little Pony: A film (eredeti cím: My Little Pony: The Movie) 2017-ben bemutatott amerikai–kanadai 2D-s számítógépes animációs fantasyfilm-filmmusical, amely az Én kicsi pónim: Varázslatos barátság sorozaton alapul és a 2010-es új Hasbro franchise része. 
A filmet a sorozatból is ismert csapat készítette, így Jayson Thiessen, és Meghan McCarthy, illetve, a sorozatból ismert színészek is visszatérnek: Tara Strong, Ashleigh Ball, Andrea Libman, Tabitha St. Germain és Cathy Weseluck. Új vendégszereplők is csatlakoznak, mint Emily Blunt, Kristin Chenoweth, Liev Schreiber, Michael Pena, Sia, Taye Diggs, Uzo Aduba, és Zoe Saldana. A mozifilm az Allspark Pictures gyártásában készült, az animációt a DHX Media készítette, a sorozattól eltérően egy új szoftver segítségével, a Toon Boom Harmonyval. Az Amerikai Egyesült Államokban és Kanadában 2017. október 6-án a Lionsgate forgalmazásában, míg Magyarországon egy héttel később, az év október 12-én mutatták be a mozikban a Freeman Film forgalmazásában, illetve televíziós premierként elsőnek a Digi Film (a Film Now elődje) vetítette 2018. április 15-én.

## Történet
Új sötét erő fenyegeti Equestriát. Az ünnepségre készülő Canterlot városát a Viharkirály nevében seregével elfoglalja Tempest Shadow Parancsnok, aki a Birodalom négy alikornishercegnőjéből hármat foglyul ejt. A Harmónia Hatosa sikeresen elmenekül, ám Tempest hajtóvadászatba kezd utánuk, hogy beteljesítse alkuját a Viharkirállyal: a négy hercegnő mágiáját egyesíti Siconas Pálcájával, ezáltal valódi hatalmat biztosítva annak az elemek fölött. Ezen hatalomért cserébe pedig a Király meggyógyítja Tempest megcsonkított unikornisszarvát. A hat kis póni utazásra indul Equestrián túlra Aris Hegyéhez, ahol Celestia tanácsa szerint segítségre lelhetnek. Itt a hipogriffek személyében új barátokra tesznek szert, izgalmas kalandokat élnek át és a barátság varázslatának segítségével mentik meg otthonukat.
A sorozatból már jól ismert színészek is visszatérnek, például Nicole Oliver mint Celestia hercegnő, az uralkodó alikornis, Michale Dobson mint Bulk Biceps, a kigyúrt pegazus, Samuel Vincent pedig a lufihajtogató Party Favorként.

## Animáció
Az animátor, Michel Gagné a rendezőtől, Jayson Thiessentől 2015. június 10-én kapott levele után, végül 2016-ban csatlakozott a stábhoz, speciális effektus-animátorként. 2016 októberében Gagné arról számolt be, hogy Nik Gipe mint asszisztens csatlakozott hozzá. Azt is megemlítette, hogy a film a megszokottól eltérően egy új animációs programmal készül; a Toon Boom Harmonyval, a sorozatnál már megszokott Adobe Flash helyett.

## Filmzene
A filmben megjelenő dalokat, és a filmzenét, egyaránt a sorozatból is ismert zeneszerző, Daniel Ingram szerezte. Ingram a 2015-ös GalaConon jelentette be, hogy pályája során először egy szimfonikus zenekarral fog együtt dolgozni a filmzenén. Ezt maga is izgatottan várta, és nagy mérföldkőnek tekintette. A filmben megjelenő dalok kapcsán előrebocsátotta, hogy igazi kihívás lesz a sorozattól eltérve, a monumentálisabb, sokkal inkább mozifilmbe illő dalok megalkotása. Később a PonyRadioConon elmondta, hogy a filmben 8 eredeti dal kap helyet. Ezután viszont a Hasbro Toy Fair befektetői prezentációján 2017 február 17-én bejelentették, hogy csak 7 dal jelenik meg a filmben.
A teljes filmzenei albumon 13 dal kap helyet, a 7 eredeti dal mellett számos ismert előadó szerzeménye is hallható. A szimfonikus zenéhez körülbelül 5800 oldalnyi kotta készült. A zenekari felvétel 2017. június 5-től 11-ig tartott.
A dalok egyikét az ausztrál énekesnő, Sia adja elő, és emellett egy mellékszereplő, Songbird Serenade hangját is ő adja. A dán, Lukas Graham együttes is hozzájárult egy dallal, az Off to See the World-del a filmhez, mely már az előzetesben is hallható.

## Szereplők
| Szereplő                                   | Eredeti hang        | Magyar hang                                    |
| ------------------------------------------ | ------------------- | ---------------------------------------------- |
| Twilight Sparkle                           | Tara Strong         | Vadász Bea Andrádi Zsanett (énekhang)          |
| Rainbow Dash                               | Ashleigh Ball       | Grúber Zita Sági Tímea (énekhang)              |
| Applejack                                  | Ashleigh Ball       | Solecki Janka Csuha Bori (énekhang)            |
| Pinkie Pie                                 | Andrea Libman       | Zsigmond Tamara Vágó Bernadett (énekhang)      |
| Fluttershy                                 | Andrea Libman       | Szabó Zselyke                                  |
| Rarity                                     | Tabitha St. Germain | Csifó Dorina                                   |
| Spike                                      | Cathy Weseluck      | Seszták Szabolcs                               |
| Tornádó parancsnok / Szikrázó Csillámtwist | Emily Blunt         | Bertalan Ágnes                                 |
| Gömböc                                     | Michael Peña        | Kálloy Molnár Péter                            |
| Vihar király                               | Liev Schreiber      | Sebestyén András                               |
| Capper                                     | Taye Diggs          | Fekete Zoltán                                  |
| Celaeno kapitány                           | Zoë Saldana         | Majsai-Nyilas Tünde Nádasi Veronika (énekhang) |
| Skystar hercegnő                           | Kristin Chenoweth   | Gáspár Kata Nádorfi Krisztina (énekhang)       |
| Novo királynő                              | Uzo Aduba           | Halász Aranka                                  |
| Szárnyaló Szerenád                         | Sia Furler          |                                                |
| Celestia hercegnő                          | Nicole Oliver       | Kiss Eszter                                    |
| Luna hercegnő                              | Tabitha St. Germain | Németh Kriszta                                 |
| Cadance hercegnő                           | Britt McKillip      | Simonyi Réka                                   |
| Boyle                                      | Max Martini         | Csuha Lajos                                    |
| Mullet                                     | Mark Oliver         | Bácskai János                                  |
| Polly Köpet                                | Nicole Oliver       | Kocsis Mariann                                 |
| Code Red                                   | Adam Bengis         | Timon Barna                                    |
| Verko                                      | Brian Dobson        | Szűcs Péter Pál                                |

## Magyar változat[5][6]
A szinkront a Freeman Film megbízásából a Pannonia (Dubbing Solutions Kft.) készítette, 2017-ben.
- Magyar szöveg: Zalatnay Márta
- Dalszövegek és zenei rendező: Ullmann Zsuzsa
- Vágó: Orosz Dávid
- Felvétel: Solti Ferenc
- Hangmérnök: Kelemen Tamás
- Gyártásvezető: Boskó Andrea
- Szinkronrendező: Kosztola Tibor
- Produkciós vezető: Kovács Anita
- Felolvasó: Endrédi Máté
- További magyar hangok: Bor László, Albert Gábor, Albert Péter, Petridisz Hrisztosz, Téglás Judit

## Megjelenés
A My Little Pony: A film Egyesült államokbeli megjelenését 2017. november 3-ára tervezték. Ekkor a magyarországi megjelenés még nem volt bejelentve. A mozis bemutatót később október 6-ára hozták előre. Magyarországon a premiert október 5-ére tervezték, azonban körülbelül egy hónappal a megjelenés előtt, a hazai bemutatót egy héttel későbbre, október 12-ére helyezték át. A mozifilmet egy Hasbro Studios internetes rövidfilm előzi meg, a Hanazuki: Full of Treasures.

## Fordítás
- Ez a szócikk részben vagy egészben  a   My Little Pony: The Movie (2017 film) című angol Wikipédia-szócikk ezen változatának fordításán alapul.  Az eredeti cikk szerkesztőit annak laptörténete sorolja fel. Ez a jelzés csupán a megfogalmazás eredetét és a szerzői jogokat jelzi, nem szolgál a cikkben szereplő információk forrásmegjelöléseként.